# Lista de escritores de ficção romântica
Lista de autores de ficção romântica, dividida por países:

## Alemanha
- Jakob Grimm (colectâneas de histórias populares)
- Novalis (poesia, romances)
- Friedrich von Schiller (poesia, teatro)
- Ludwig Tieck (romances)

## Espanha
- José de Espronceda (poesia, fábulas)
- Gustavo Adolfo Becquer (poesia, fábulas)

## Estados Unidos da América
- Edgar Allan Poe (poesia, contos)
- James Fenimore Cooper (romances)
- Nathaniel Hawthorne (romances)
- Herman Melville (romances)
- Washington Irving (romances, sátiras)
- stephenie meyer (romances)

## França
- Alexandre Dumas (romances)
- François-René de Chateaubriand (romances)
- Victor Hugo (poesia, romances, teatro)
- Charles Nodier, (romances)
- Stendhal (romances)
- Honoré de Balzac (romances)

## Brasil
- Manuel Antônio de Almeida (romances)

## Portugal
- Almeida Garrett (romances)
- Ana Macedo (romances)

## Reino Unido
- Sir Walter Scott (poesia e romances históricos)
- William Shakespeare

## Rússia
- Mikhail Lermontov (poesia, romances)

## Suécia
- Esaias Tegnér (romances)